# Jurij Osipovič Dombrovskij
Jurij Osipovič Dombrovskij (in russo Домбровский, Юрий Осипович?; Mosca, 12 maggio 1909 – Mosca, 29 maggio 1978) è stato uno scrittore russo.

## Biografia
La vita di Dombrovskij è contrassegnata dalle persecuzioni staliniane. Nel 1932, ancora studente, è arrestato una prima volta (per “ avere impedito con i propri atti che l'assemblea generale degli studenti deliberasse su una importante faccenda”), ed inviato al confino ad Almaty (ai tempi Alma-Ata) in Kazakistan.
Nel 1937 viene incarcerato una seconda volta per sei mesi. Nel 1939 le autorità sovietiche lo rinchiudono nel gulag del Kolima nell'estremo settentrione della Siberia. Gravemente malato viene autorizzato a tornare ad Almaty nel 1943.
Viene arrestato nuovamente nel 1949, nel quadro della lotta contro "la minaccia cosmpolita" (senza dubbio in quanto che Dombrovskij è di origine rom o ebrea) Questa volta Dombrovskij viene deportato a Taychet, nei pressi di Irkutsk. Alcuni anni dopo la morte di Stalin, nel 1957, viene liberato, quindi riabilitato ed autorizzato a ritornare a Mosca. Complessivamente ha quindi trascorso diciotto anni al confino o in carcere.
In seguito Dombrovskij si consacra alla letteratura, attività che aveva iniziato durante l'esilio.
Muore a Mosca il 29 maggio 1978, qualche settimana dopo essere stato picchiato da sconosciuti, senza dubbio agenti del KGB, poco dopo la pubblicazione a Parigi del suo capolavoro La facoltà delle cose inutili.

## Tematica
A parte il suo primo romanzo, Derjavine (1938), l'opera di Dombrovskij, ha come tema centrale l'oppressione staliniana.
Dato che qualsiasi critica esplicita al regime comunista era immediatamente condannata, la denuncia è inizialmente velata nel “ la Scimmia viene a richiedere il proprio cranio “ (iniziato nel 1943, pubblicato a Mosca nel 1963). Rimane ancora molto indiretta nel “ il Conservatore di antichità “ (pubblicato a Mosca nel 1964) in cui appare il suo alter ego Zybin che si ritroverà nel “ La Facoltà di cose inutili”.
In questo ultimo romanzo, molto autobiografico, la critica al sistema staliniano è diretta. “ La Facoltà di cose inutili”, è così che procuratori e polizia definiscono la facoltà di Diritto, superflua dopo la redazione del codice penale sovietico per i capi di imputazione ampi e vaghi come quello relativo al suo primo arresto.

## Opere

### Opere tradotte in italiano
- La facoltà delle cose inutili[1] (Факультет ненужных вещей), (trad. di Sergio Leone, Einaudi 1979)
- Il conservatore del museo (Хранитель древностей),    Rizzoli, 1965